# 乍得国家勋章
乍得国家勋章（法語：Ordre national du Tchad）是乍得共和国政府设立的最高级勳章，由乍得总统负责授予。图案位于乍得國徽的相应位置上。

## 历史
国家勋章于1960年4月12日由乍得首任总统弗朗索瓦·托姆巴巴耶设立，是乍得共和国的最高荣誉。1963年和1969年的法令修改了部分内容。

## 级别
| 勋略   | 勋略   | 勋略     | 勋略     | 勋略     | 勋略 |
| ------ | ------ | -------- | -------- | -------- | ---- |
| 骑士级 | 军官级 | 指挥官级 | 大军官级 | 大十字级 |      |

## 部分获授者
指挥官级
- 伊琳娜·博科娃（联合国教科文组织总干事，2012年4月2日）[2]
- 路易·西尔万·戈马（中部非洲国家经济共同体秘书长，2012年1月16日）[3]

军官级
- 杨永瑞（中国驻乍得大使，1988年8月8日）[4]
- 王英武（中国驻乍得大使，2009年7月4日）[5]
- 杨广玉（中国驻乍得大使，2012年8月23日）[6][7]
- 吴　杰（中国驻乍得大使，2018年7月5日）[8]

骑士级
- 中国第九批援乍医疗队全体队员（2013年6月17日）[9]
- 中国医疗队4名成员（1993年7月26日）[10]